# Catherine Suire
Catherine Suire (Tananarive, 15 de septiembre de 1959) es una tenista profesional francesa retirada de la actividad, que compitió en los Juegos Olímpicos de 1988 en Seúl. Ganó ocho títulos en modalidad dobles en su carrera profesional y alcanzó la posición n.º 52 en el ranking mundial el 14 de mayo de 1984.

## Palmarés

### Dobles
| Resultado | N.º | Fecha | Torneo      | Superficie   | Compañera         | Rivales                                | Marcador           |
| --------- | --- | ----- | ----------- | ------------ | ----------------- | -------------------------------------- | ------------------ |
| Campeona  | 1.  | 1985  | Brighton    | Alfombra (i) | Lori McNeil       | Barbara Potter Helena Suková           | 4–6, 7–6(7–3), 6–4 |
| Campeona  | 2.  | 1987  | Estrasburgo | Arcilla      | Jana Novotná      | Kathleen Horvath Marcella Mesker       | 6–0, 6–2           |
| Campeona  | 3.  | 1987  | San Diego   | Dura         | Jana Novotná      | Elise Burgin Sharon Walsh              | 6–3, 6–4           |
| Campeona  | 4.  | 1988  | Oklahoma    | Alfombra     | Jana Novotná      | Catarina Lindqvist Tine Scheuer-Larsen | 6–4, 6–4           |
| Campeona  | 5.  | 1988  | Roma        | Arcilla      | Jana Novotná      | Jenny Byrne Janine Thompson            | 6–3, 4–6, 7–5      |
| Campeona  | 6.  | 1988  | Niza        | Arcilla      | Catherine Tanvier | Isabelle Demongeot Nathalie Tauziat    | 6–4, 4–6, 6–2      |
| Campeona  | 7.  | 1992  | Cesena      | Alfombra     | Catherine Tanvier | Sabine Appelmans Raffaella Reggi       | w/o                |
| Campeona  | 8.  | 1993  | Pattaya     | Dura         | Cammy MacGregor   | Patty Fendick Meredith McGrath         | 6–3, 7–6           |